# Över-Gråssjön
Över-Gråssjön är en sjö i Hudiksvalls kommun i Hälsingland och ingår i Nianån-Norralaåns kustområde. Sjön är 4,3 meter djup, har en yta på 0,294 kvadratkilometer och befinner sig 49 meter över havet.

## Delavrinningsområde
Över-Gråssjön ingår i det delavrinningsområde (681644-156349) som SMHI kallar för Utloppet av Övergråssjön. Medelhöjden är 56 meter över havet och ytan är 1,9 kvadratkilometer. Det finns ett avrinningsområde uppströms, och räknas det in blir den ackumulerade arean 5,38 kvadratkilometer. Avrinningsområdets utflöde mynnar i havet. Avrinningsområdet består mestadels av skog (79 procent). Avrinningsområdet har 0,29 kvadratkilometer vattenytor vilket ger det en sjöprocent på 15,4 procent.